# Ghazanczi
Ghazanczi – wieś w Armenii, w prowincji Szirak. W 2011 roku liczyła 502 mieszkańców.